# Rexona
Rexona là thương hiệu chất khử mùi được thành lập tại Úc, trực thuộc tập đoàn Unilever. Tên gọi Rexona được sử dụng tại đa số các nước, tuy nhiên nhãn hiệu vẫn có các tên khác ở một số quốc gia. Tại Anh Quốc và Ireland, công ty lấy tên Sure, tại Mỹ và Canada là Degree, tại Nhật Bản, Hàn Quốc là Rexena, tại Nam Phi là Shield.